# Foxtrot (기업)
Foxtrot 주식회사는 일본 요코하마시에 본사를 둔 XR 기술 기업이다. 텔레익지스턴스(원격 임장감, 원격 조작), 엔터프라이즈 XR, XR 콘텐츠 제작 분야에서 활동하고 있으며, 건설 산업과 엔터테인먼트 등 다양한 분야에 XR 솔루션을 제공하고 있다.
회사는 2023년에 설립되었으며, 산업 현장의 실시간 원격 제어 및 존재 재현을 위한 기술 개발과 함께, 몰입형 콘텐츠와 시스템 통합 서비스를 통해 기업 고객에게 맞춤형 XR 환경을 구축하고 있다.

## 같이 보기
- 텔레익지스턴스
- 가상현실